# SocialBoost
SocialBoost — міжнародна громадська організація, яка об’єднує стартапи і бізнес з урядами та громадянським суспільством для розв’язання проблем економік, що розвиваються. SocialBoost розробляє технологічні продукти для ефективного управління та електронної демократії, розвиває стартап-екосистему через проведення акселераційних програм, кемпів та хакатонів, консультує урядові та некомерційні організації з питань технологій.

## Історія
Організація SocialBoost заснована у 2012 році як громадсько-технологічний рух із серії хакатонів, ініціатори — Денис Гурський та Віктор Гурський. У 2013 і 2014 роках хакатони проходили з тематикою «відкриті дані». 

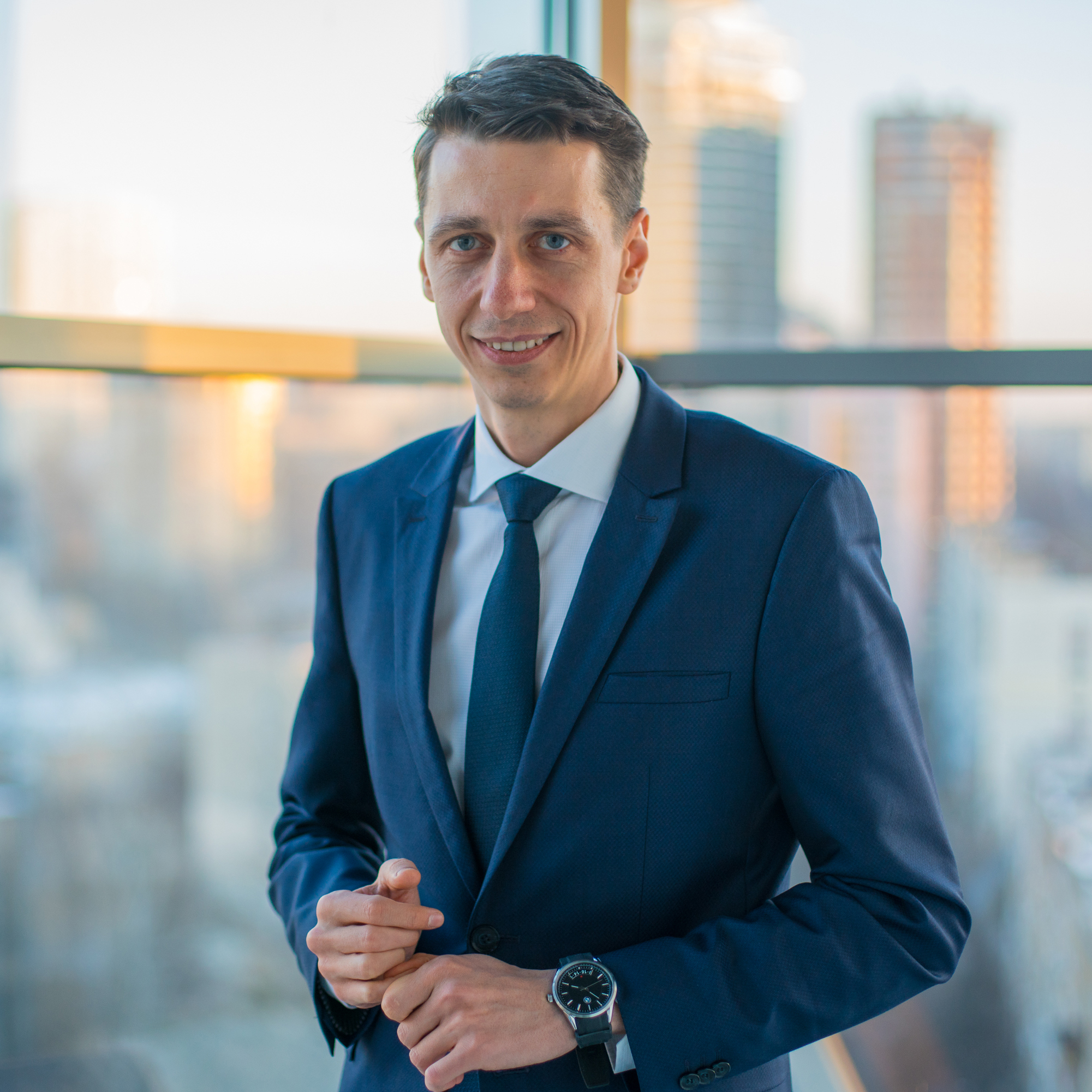
Денис Гурський, співзасновник та голова правління SocialBoost

У 2014 році засновники SocialBoost стали співавторами реформи відкритих даних в Україні. За підтримки компанії Microsoft Ukraine та Міжнародного фонду «Відродження» ІТ-спеціалісти команди створили першу версію Єдиного державного порталу відкритих даних data.gov.ua. 
У 2016 році заснували 1991 Open Data Incubator — перший в Україні некомерційний інкубатор ІТ-проєктів на основі відкритих даних.
В тому ж році за підтримки USAID запустили платформу автоматизації бюджету участі Громадський проект.
Взимку 2017 року команда SocialBoost відкрила простір для громадських технологічних організацій і стартапів 1991 Civic Tech Center. На його базі у 2018 році був проведений перший в Україні Civic Tech Summit.
З 2017 року SocialBoost як партнер програми USAID «Децентралізація приносить кращі результати та ефективність» (DOBRE) сприяли цифровізації об’єднаних територіальних громад. В рамках програми команда випустила ІТ-платформу для створення офіційних сайтів ОТГ Dosvit.
З 2017 до 2020 року в межах USAID/UK aid проєкту «Прозорість та підзвітність у державному управлінні та послугах/TAPAS» разом із Міністерством цифрової трансформації України, Eurasia Foundation, East Europe Foundation проводили Open Data Challenge в Україні— міжнародний формат конкурсу для проєктів на основі відкритих даних. В рамках конкурсу проводили інкубаційну програму, яку пройшли 54 команди із залученням 60 менторів та експертів.
В 2018 році разом із Консультаційним фондом підтримки асоціації Україна-ЄС (GIZ) спільно з Урядовим офісом координації європейської та євроатлантичної інтеграції відкрили EU Association Lab — лабораторію для проєктів, що сприятимуть імплементації Угоди про асоціацію України з ЄС.  
Восени 2019 року заснували 1991 Mariupol — центр розвитку стартапів на сході України та простір для навчання та розвитку ІТ-ініціатив регіону.
Весною 2021 року розпочали реалізацію Кіберакселератора в межах USAID Cybersecurity Activity. Проєкт був спрямований на зміцнення кіберготовності та кіберстійкості України.
Влітку 2021 року разом із Міністерством цифрової трансформації України в межах Програми USAID «Децентралізація приносить кращі результати й ефективність» (DOBRE) створили освітній курс «Як громаді стати цифровою» для Єдиного державного вебпорталу цифрової освіти «Дія.Цифрова освіта».
Навесні 2022 року після початку повномасштабної війни Росії з Україною запустили акселераційну програму для внутрішньопереміщених осіб-підприємців 1991 Reload.
В листопаді 2022 року приєдналися до організаторів Національного оборонного хакатону, де провідні експерти у сфері IT приватного та державних секторів працювали над інноваційними рішеннями, присвяченими обороні від атак Росії під час повномасштабної війни. Захід проводило Міністерство оборони України спільно з Генштабом Збройних Сил України, Національним координаційним центром кібербезпеки та Центром протидії дезінформації за підтримки CRDF Global в Україні, Держдепартаменту США, НАТО та Посольства Сполученого Королівства Великої Британії та Північної Ірландії в Україні. 
У січні 2023 року провели у Варшаві триденний 1991 Hackathon: Media, у центрі уваги якого був пошук цифрових рішень для боротьби із дезінформацією, аналіз даних для медіа та кібергігієна. Хакатону передувала мініконференція, яка об’єднала визнаних професіоналів із Google, Meta, Центру стратегічних комунікацій НАТО, ОБСЄ, Голосу Америки, Радіо Свобода та інших експертів із медіа та цифровізації.  
У лютому 2023 року за підтримки Міністерства цифрової трансформації України та Програми «U-LEAD з Європою» запустили акселераційну програму «Громада 4.0», присвячену створенню та реалізації проєкти цифрової трансформації в ОТГ.

## Проєкти
Організація займається як розробленням власних проєктів, так і ІТ-підтримкою проєктів держсектору. Партнерами організації в різних проєктах виступали: Державне агентство з питань електронного урядування, Рада національної безпеки та оборони України, Microsoft Ukraine, Міжнародний Фонд «Відродження», Western NIS Enterprise Fund, Агентство США з міжнародного розвитку USAID, Deutsche Gesellschaft für Internationale Zusammenarbeit (GIZ) GmbH, Міністерство цифрової трансформації України.
Після початку війни на сході України у 2014 році SocialBoost провели кілька хакатонів із розроблення додатків для переселенців, зокрема про самоорганізацію та поведінку людей в умовах війни — Human security hackathon. Тоді було створено проєкт REDONBASS — сервіс, який дає змогу оцінити рівень пошкодження споруд внаслідок воєнних дій із допомогою фотографії. Проєкт зібрав орієнтовно 4 тис. об’єктів, більшість із яких розташовані на карті.
Сервіс «Ваша думка» був створений для пілотного проєкту громадської організації Центр UA з подальшою перспективою використання інструменту іншими схожими організаціями. Інструмент дає змогу проводити онлайн-опитування з миттєвою візуалізацією громадської думки людей, які перебувають у конкретному залі під час наради чи обговорення. Створено за підтримки USAID та Національного демократичного інституту.

### Єдиний державний портал відкритих даних data.gov.ua
Денис та Віктор Гурські, одні з перших українських експертів із відкритих даних із технологічним бекграундом, стали співавторами реформи відкритих даних в Україні. У квітні 2014 року SocialBoost за підтримки компанії Microsoft Ukraine та Міжнародного фонду «Відродження» запустила першу версію Єдиного державного порталу відкритих даних data.gov.ua. Його головним завданням стала публікація даних українських державних органів, відкрито отримані згідно із Законом України «Про доступ до публічної інформації». Для розміщення та безперебійної роботи національного порталу компанія Microsoft Ukraine безкоштовно надала SocialBoost ресурси хмарної платформи Windows Azure.
Портал дав змогу публікувати дані 12 різних категорій, які генеруються державними установами, як на центральному, так і на муніципальному рівнях та, згідно з законодавством України, мають бути оприлюднені. Пізніше портал був переданий на баланс Державному агентству з питань електронного врядування.

### Громадський проект
Влітку 2016 року SocialBoost запустили Громадський проект — онлайн-платформу, що допомагає українським містам і громадам автоматизувати процес бюджету участі. Проєкт був розроблений у рамках проєкту USAID «Зміцнення місцевої фінансової ініціативи», що реалізується Інститутом бюджету та соціально-економічних досліджень. Бюджет участі, або партиципаторний бюджет дає можливість мешканцям брати безпосередню участь у розподілі коштів місцевого бюджету — через створення проєктів для покращення міського середовища і вибору їх за допомогою відкритого голосування. 
У 2017 році SocialBoost залучили ПриватБанк партнером проєкту. Були розроблені API для інтеграції в продукти банку, а банк зі свого боку допрацював свої продукти для інтеграції нових можливостей голосування. Пізніше SocialBoost удосконалив API для можливості голосувати через термінали самообслуговування банку.
З грудня 2018 року команда почала монетизувати проєкт для міст. Плата за щорічне користування варіюється в залежності від кількості населення, а сума включає підтримку серверної інфраструктури, поради щодо налагодження системи, технічну підтримку, виправлення помилок. 
У 2019 году платформа Громадський проект увійшла до фіналістів у номінації Inclusive&Sharing Cities під час нагородження глобальної премії World Smart City Awards, що проходила 19–21 листопада в Барселоні.
Станом на березень 2023 року Громадський проект використали в 99 містах і громадах; зокрема три громади окрім Громадського проекту використали також додатковий модуль Шкільний бюджет участі. За роки роботи платформи:
- 7308 авторів подали проєкти;
- 11067 проєктів були зареєстровані на платформі;
- 4917443 голосів було віддано за проєкти.

### Dosvit
Платформа Dosvit виникла у 2018 році зі співпраці з громадами-учасницями Програми USAID DOBRE. Під час планування платформи команди 36 ОТГ приєдналися до спеціалістів SocialBoost на сесіях із дизайн-мислення та брейнштормів. Саме представники громад підказали розробникам, які ключові додатки мали бути в арсеналі платформи.
Dosvit — платформа, що дає змогу ОТГ та містам створити вебсайти та адаптувати їх під свої потреби, розвиваючи три ключові напрями — місцевий економічний потенціал, прозорість та підзвітність, партисипацію. Станом на березень 2023 року платформою Dosvit та її додатками користуються 20 громад.

## 1991 Accelerator
У 2016 році для системної роботи із проєктами на основі відкритих даних у SocialBoost за сприяння WNISEF, компанії Microsoft Ukraine та Уряду України було створено 1991 Open Data Incubator. Метою діяльності нового інкубатора став розвиток стартапів, що вирішують національні виклики в країнах Східної Європи.
У 2020 році 1991 Open Data Incubator здобув акредитацію від Українського фонду стартапів. Це дало змогу збільшити кількість стартапів, що потенційно можуть бути акселерованими.
У 2022 році у звʼязку зі зміною фокусу на проєкти, що вже є працюючими і планують масштабування, 1991 Open Data Incubator був переформатований на 1991 Accelerator.
Інкубаційні та акселераційні програми 1991 Accelerator налагоджують комунікацію між стартап-спільнотою, бізнесом та держсектором і спрямовані на створення impact tech проєктів, які вирішують соціальні, економічні, екологічні проблеми суспільства та забезпечують його сталий розвиток.
Замовниками й партнерами 1991 Accelerator є державні установи, бізнес та інституції громадянського суспільства. 1991 Accelerator є партнером з проведення інкубації в проєктах: 
- Для об’єднаних територіальних громад міст Івано-Франківськ та Дніпро у рамках програми USAID «Децентралізація приносить кращі результати та ефективність» (DOBRE).
- Національного конкурсу стартапів на основі відкритих даних Open Data Challenge, що проводиться за підтримки Міністерства цифрової трансформації України, у межах проєкту USAID/UK aid TAPAS Project/Прозорість та підзвітність у держуправлінні та послугах та Фонду Східна Європа.[31]
- Конкурсу проєктів з імплементації Угоди про асоціацію між Україною та ЄС EU Association Lab, створеного спільно з Урядовим офісом координації європейської та євроатлантичної інтеграції та GIZ Ukraine.[32]
- Для fintech-стартапів Open Banking Lab, започаткованої разом з ОТП Банком та Національним банком України.[33]
- Future of Mobility Lab.UZ edition, розробленої спільно з Укрзалізницею за підтримки Міністерства економрозвитку та торгівлі, а також офісу Національної інвестиційної ради України.[34]
- Конкурсу інновацій у праві для юридичних стартапів Innovating Justice Challenge за підтримки Програми Агентства США з міжнародного розвитку (USAID) «Нове правосуддя», Гаазького Інституту Інновацій у Праві (HiiL) та Міністерства юстиції України.[35]
- Для технологічних стартапів Fintech Master, створеної спільно з Mastercard за підтримки Національного банку України.[36]

1991 Accelerator проводить власні інкубаційні, акселераційні, менторські програми, спрямовані на розвиток технологічного підприємництва в Україні та допомогу стартапами в масштабуванні і виході на міжнародний ринок.
Серед випускників 1991 Accelerator стартапи різної спрямованості: програмні продукти AXDRAFT, Громадський моніторинг інфраструктури, Get-to-Tender, Prozorro.Майно, сервіси YouScore, Monitor.Estate, NORA, портали Суд на долоні, Штрафи UA, Detox Ukraine, ДонорUA, Allzap, hardware-рішення Knopka, KRAY Technology, чат-боти LvivCityHelper, Правомен, PatentBot та CityBot Назар.
Загалом за роки роботи 1991 Accelerator:
- провів 30 інкубаційних та акселераційних програм;
- допоміг стартапам залучити 2,8 млн доларів інвестицій;
- випустив понад 200 проєктів у сферах open data & big data, civic tech, legal tech, fintech, medtech, health tech;
- залучився підтримкою 13 країн;
- був згаданий більш ніж у 1500 медіапублікаціях.

## 1991 Civic Tech Center
Наприкінці 2017 року організація започаткувала 1991 Civic Tech Center — перший у країнах Центральної та Східної Європи хаб розвитку громадських технологічних організацій та стартапів. Центр був заснований у рамках проєкту Economic Resilience Activity за підтримки USAID в партнерстві з DAI global. Інвестором хабу (інвестиції в розмірі $480 000) став фонд Luminate, заснований творцем eBay П'єром Омидьяром і його дружиною Пем.  
Діяльність центру була спрямована на розвиток проєктів у сфері відкритих даних, електронної демократії та електронного врядування. Центр функціонував як коворкінг, заснований на конкурсному відборі та членських внесках, з низкою акселераційних програм і програм менторської підтримки для проєктів.
У центрі проводилися заходи, спрямовані на розбудову діалогу між держсектором, ГО та бізнесом. На річницю заснування 1991 Civic Tech Center команда організувала перший у країні Civic Tech Summit. Саміт зібрав ключових експертів сфери з України, Польщі, Естонії та Грузії, які обмінялися досвідом створення синергії між громадянським суспільством, державою, ІТ-сектором та бізнесом.  
Протягом двох років роботи 1991 Civic Tech Center:
- прийняв 300 фултайм резидентів;
- провів понад 400 заходів (з них 126 власних);
- став майданчиком для 11 інкубаційних програм, серед яких EU Lab Association, Open Banking Lab, Open Data Challenge.

Центр припинив діяльність у листопаді 2019 року.

## Центр розвитку стартапів 1991 Mariupol
Наприкінці жовтня 2019 року команда SocialBoost відкрила Центр розвитку стартапів 1991 Mariupol — простір для навчання та розвитку ІТ-ініціатив у Маріуполі. Офіційне відкриття за участі Президента України, Маріупольської міської ради, USAID та Європейського інвестиційного банку відбулось 29 жовтня в рамках [IT STAGE] (спеціальна подія інвестиційного форуму RE:THINK. Invest in Ukraine).
Діяльність 1991 Mariupol була спрямована зростання спільноти інноваторів як джерела реновації та оновлення екосистеми в ІТ-секторі Східної України. Основними завданнями центру було зменшення відтоку ІТ-спеціалістів із міста та залучення молодих фахівців до створення рішень для муніципалітету, локальних підприємств, порту.
Освітній напрям 1991 Mariupol включав інкубаційні та акселераційні програми для стартапів, учбові курси для молоді, стажування. Також центр розвивав партнерство з містом та ключовими підприємствами як основними замовниками необхідних сервісів. Щомісяця центр відвідувало до 6 тисяч осіб, а сам простір проводив від 40 до 90 офлайн- та онлайн-івентів.
У грудні 2020 року центр провів EAST COAST: IT Investment Forum — інвестиційний форум Сходу України у сфері інформаційних технологій. 13 експертів у сфері економіки, інформаційних технологій та інвестицій разом із представниками стартап-індустрії та місцевої влади обговорили можливості розвитку креативної економіки регіону В рамках форуму відбулася презентація стартапів-випускників програми інкубації 1991 Mariupol.
1991 Mariupol був членом MRPL IT Cluster — об’єднання IT-компаній міста та спеціалістів у галузі інформаційних технологій, що займалося підвищенням рівня ІТ освіти, розвитком технологічного підприємництва та збільшенням притоку кадрів до регіону.
Центр стартапів припинив діяльність у березні 2022 року через повномасштабне вторгнення Росії в Україну та окупацію Маріуполя.

## Кіберакселератор
У квітні 2021 команда SocialBoost у межах USAID Cybersecurity Activity запустила Кіберакселератор, завдяки якому малий та середній технологічний бізнес отримував допомогу в розробленні продуктів і послуг із кібербезпеки та їхньому просуванні на українському та глобальному ринках. Партнерами проєкту стали компанії Catalisto, DAI, ISSP, VFI.
Кіберакселератор став першою програмою в Україні, що спрямована на розвиток компаній, які пропонують продукти та послуги в галузі кібербезпеки. Унікальна програма обʼєднала менторів з 10 країн світу, корпоративних партнерів глобального масштабу, доступ до інвестицій та грантових коштів.
У вересні 2021 року презентували проєкти команди першого набору Кіберакселератора. Упродовж акселерації команди запускали пілотні проєкти з провідними банками, відкривали нові напрями бізнесу, сфокусовані на критичній інфраструктурі, і збільшували продажі завдяки підпискам. Розроблені рішення презентували компанії Cyberlands B.V., H-X Technologies, Intelli Group, ITEXE, once.REST, Radar, Sekurno, Security Steps, Українська міжбанківська Асоціація членів платіжних систем ЄМА, Unlink VR Inc. 
У грудні 2021 року стартував другий потік Кіберакселератора, до якого увійшли 9 команд: ZeroTolerance, Vadyus, nect WORLD, Global Cyber Cooperative Center (GC3), Calltools, elKYC, Go Wombat, Iriscan, Internet biography. Презентація розроблених ними проєктів мала відбутись у березні 2022 року, проте діяльність Кіберакселератора призупинилася через повномасштабне вторгнення Росії в Україну.